# Hattenhofen, Göppingen
Hattenhofen là một thị trấn ở huyện Göppingen ở Baden-Württemberg ở miền nam Đức. Đô thị này có diện tích 7,64 km², dân số thời điểm 31 tháng 12 năm 2020 là 2975 người.